# Едвін Райдінґ
Ларс Едвін Фольке Рюдінґ (народився 4 лютого 2003 в Естермальмі, Стокгольм) — шведський актор. У 2009 році у віці 6 років дебютував у серіалі «Людина під сходами». Згодом знявся в проєктах Fröken Frimans krig, «Королівські коштовності», «Історія Стіг-Гельмера», «Матінка Гуска», та кількох фільмах про Анніку Бенгтзон 2011 року . Прославився завдяки головній ролі в серіалі «Молоді монархи» від Netflix, де у 2021 році зіграв принца Вільгельма. Як актор дубляжу, Едвін подарував свій голос головному персонажеві шведсько-данського мультфільму «За далекими морями». Instagram актора налічує понад 2,2 млн підписників. У 2022 році Рюдінґ увійшов до списку «30 до 30» журналу Forbes.

## Фільмографія
| Year      | Title                              | Role                    | Notes                   |
| --------- | ---------------------------------- | ----------------------- | ----------------------- |
| 2009      | Людина під сходами                 | Фабіан Кройц            | Міні-                   |
| 2011      | Історія Стіг-Гельмера              |                         | Комедія                 |
| 2011      | Королівські коштовності            | Річард Персон           | Драма                   |
| 2012      | Останній заповіт Нобеля            | Калле                   | Драма                   |
| 2012      | Прайм-тайм                         | Калле                   | Драма                   |
| 2012      | Студія сексу                       | Калле                   | Драма                   |
| 2012      | Червоний вовк                      | Калле                   | Драма                   |
| 2012      | Життя                              | Калле                   | Драма                   |
| 2012      | Місце під сонцем                   | Калле                   | Драма                   |
| 2013      | IRL                                | Молодший брат Юнас      | Драма                   |
| 2013      | Biciklo - Supercykeln              | Валлє Ворслін           | Телесеріал              |
| 2013-2017 | Війна пані Фріман                  | Ґуннар Андерсон         | Телесеріал              |
| 2014      | За далекими морями                 | Йохан                   | Голос                   |
| 2014      | Містер Пібоді та Шерман            | Тутанхамон, Мейсон      | Голос (шведська версія) |
| 2014      | Пригоди Паддінгтона                | Джонатан                | Голос (шведська версія) |
| 2014      | Bastuklubben                       | Ярмо у дитинстві        | Телесеріал              |
| 2015      | Jönssonligan – Den perfekta stöten | Чарльз у дитинстві      | Фільм                   |
| 2015-2021 | Матінка Гуска (телесеріал)         | Лінус Ек                | Телесеріал              |
| 2016      | Якби все відбувалось насправді     | Йозеф                   | Короткометражний фільм  |
| 2016      | Кубо і легенда самурая             | Кубо                    | Голос (шведська версія) |
| 2017      | Пригоди Паддінгтона 2              | Джонатан                | Голос (шведська версія) |
| 2018      | Storm på Lugna gatan               | Сильвестр               | Телесеріал              |
| 2019-2020 | Кохай мене                         | Віктор                  | Телесеріал              |
| 2020      | Уперед                             | Ієн Стрімкун            | Голос (шведська версія) |
| 2020      | Шкільний мюзикл (серіал)           | Ріккі                   | Голос (шведська версія) |
| 2020      | Дулітл                             | Томмі Стаббінс          | Голос (шведська версія) |
| 2020      | Марія Верн                         | Еліот                   | Телесеріал              |
| 2021-     | Молоді монархи                     | Вільгельм, принц Швеції | Телесеріал              |
| 2021      | Hellenius Hörna                    | запрошений гість        | Ток-шоу                 |
| 2021      | Не дивіться вгору                  | Юл                      | Голос (шведська версія) |
| 2025      | 28 років потому                    | Ерік Сундквіст          |                         |

## Зовнішні посилання
- Едвін Райдінґ на сайті IMDb (англ.)